# Bijou Phillips

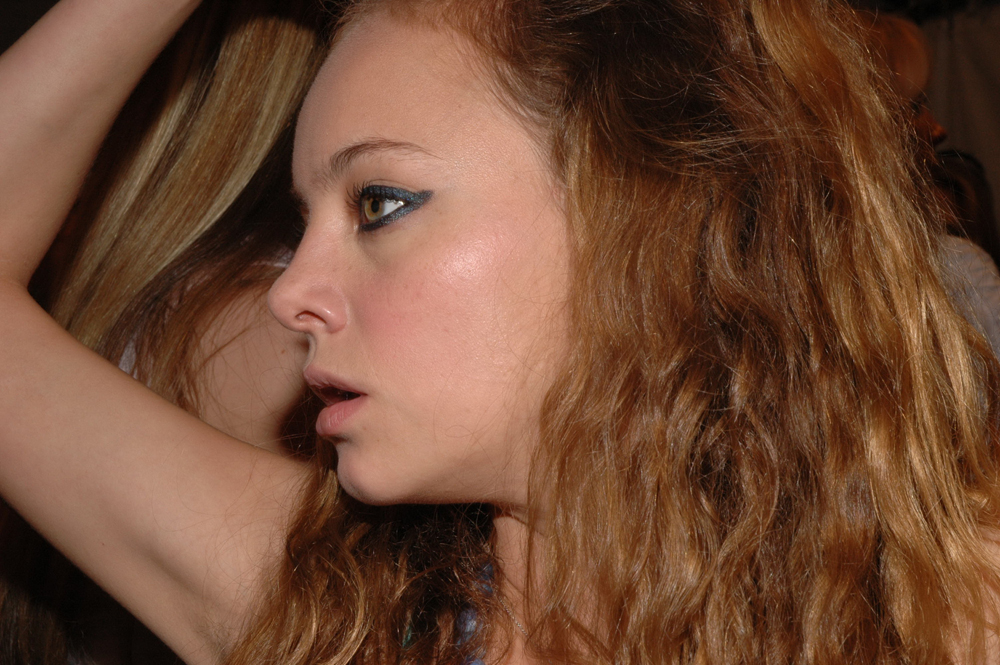
Bijou Phillips (2005)

Bijou Lilly Phillips (* 1. April 1980 in Greenwich, Connecticut) ist eine US-amerikanische Schauspielerin.

## Leben und Karriere
Phillips ist eine Tochter von John Phillips und eine Schwester von Mackenzie Phillips. Sie begann bereits in jungen Jahren als Model zu arbeiten. Bereits als 13-Jährige war sie auf dem Cover der Interview, mit 15 Jahren auf dem der italienischen Vogue zu sehen. Im Alter von 17 Jahren unterschrieb Phillips einen Plattenvertrag bei Almos Records und beendete ihre Modelkarriere. 1999 veröffentlichte sie ihr Debütalbum I'd Rather Eat Glass, welches von Talking-Heads-Mitglied Jerry Harrison produziert wurde. Ein Jahr später ließ sie sich für den Playboy ablichten.
1999 machte Phillips erste Erfahrungen mit der Schauspielerei. 2000 hatte sie eine größere Rolle in Almost Famous – Fast berühmt. Ein Jahr später wirkte sie in Tart – Jet Set Kids mit. Nach ihren Hauptrollen in Larry Clarks kontroversem Bully (2001) und dem Horrorfilm Octane – Grausamer Verdacht (2003), war sie 2005 neben Jeff Bridges und Kim Basinger in der Adaption von John Irvings Roman The Door in the Floor – Die Tür der Versuchung zu sehen. Ebenfalls 2005 spielte sie zusammen mit Anne Hathaway und Michael Biehn in Havoc, dem Spielfilmdebüt der mehrfachen Oscar-prämierten Dokumentarfilmerin Barbara Kopple.
2006 bis 2007 stand Phillips für David Finchers Film Zodiac – Die Spur des Killers mit Robert Downey Jr. und Jake Gyllenhaal vor der Kamera. In Eli Roths Film Hostel 2 übernahm sie neben Heather Matarazzo und Lauren German eine der Hauptrollen.
Außerdem war Phillips mit der Produktion ihres zweiten Albums beschäftigt.
Sie ist die Halbschwester der Schauspielerinnen Chynna Phillips und Mackenzie Phillips. Von 2005 bis 2023 war Phillips mit dem Schauspieler Danny Masterson zusammen, im Oktober 2011 heirateten sie. Beide sind Scientologen. Ihre gemeinsame Tochter wurde im Februar 2014 geboren. Nach der Verurteilung ihres Ehemannes zu 30 Jahren Haft wegen Vergewaltigung in zwei Fällen reichte Philips die Scheidung ein und beantragte das alleinige Sorgerecht für die gemeinsame Tochter. Masterson entsprach dieser Forderung, beantragte jedoch das Besuchsrecht für seine Tochter. Stand Ende Oktober 2023 ist unklar, ob und wie oft Masterson seine Tochter sehen kann.

## Filmografie (Auswahl)
- 1997: Sublime: Sublime (Kurzfilm)
- 1999: Sugar Town
- 1999: Black and White
- 2000: Almost Famous – Fast berühmt (Almost Famous)
- 2001: Jet Set Kids (Tart)
- 2001: Bully – Diese Kids schockten Amerika (Bully)
- 2001: Fast Sofa
- 2003: Octane – Grausamer Verdacht (Octane)
- 2004: The Door in the Floor – Die Tür der Versuchung (The Door in the Floor)
- 2004: Grand Theft Auto: San Andreas (VG, Stimme)
- 2005: Havoc
- 2005: Venom – Biss der Teufelsschlangen (Venom)
- 2005: Pancho's Pizza (Kurzfilm)
- 2006: CSI: Den Tätern auf der Spur (CSI: Crime Scene Investigation, Fernsehserie, eine Folge)
- 2006: Friendly Fire
- 2006: Totally Awesome (Fernsehfilm)
- 2007: You Are Here
- 2007: Hostel 2 (Hostel: Part II)
- 2007: The Wizard of Gore
- 2007: What We Do Is Secret
- 2008: The Art of Travel
- 2008: Choke – Der Simulant (Choke)
- 2008: Dark Streets
- 2008: It's Alive
- 2009: Rosencrantz and Guildenstern Are Undead
- 2009: Wake
- 2009: Made for Each Other
- 2009: The Bridge to Nowhere
- 2010: The Land of the Astronauts
- 2010: Hawaii Five-0 (Fernsehserie, eine Folge)
- 2010–2013: Raising Hope (Fernsehserie, sieben Folgen)
- 2012: Law & Order: Special Victims Unit (Fernsehserie, eine Folge)